# کوسلیاروو
کوسلیاروو (انگلیسی: Kuselyarovo) یک شهرک در شهرستان سالاواتسکی استان باشقیرستان کشور روسیه است.